# アズィーム・ウッダウラ
アズィーム・ウッダウラ（Azim ud-Daula, 1775年 – 1819年8月2日）は、（年金受給者としての）南インドのカルナータカ太守（在位：1801年 - 1819年）。本名はアブドゥル・アリー・ハーン（Abdu'l Ali Khan）という。

## 生涯
1801年7月15日、カルナータカ太守である叔父ウムダトゥル・ウマラーがに突如として急死し、甥のアズィーム・ウッダウラが太守位を継承した。
叔父ウムダトゥル・ウマラーはその治世の間にイギリスから第四次マイソール戦争への内通を疑われ続け、その死があまりにも急だったため、イギリスに暗殺されたのではないかとささやかれていた。彼の死を機に、イギリスはこの問題に決着を着けようとした。

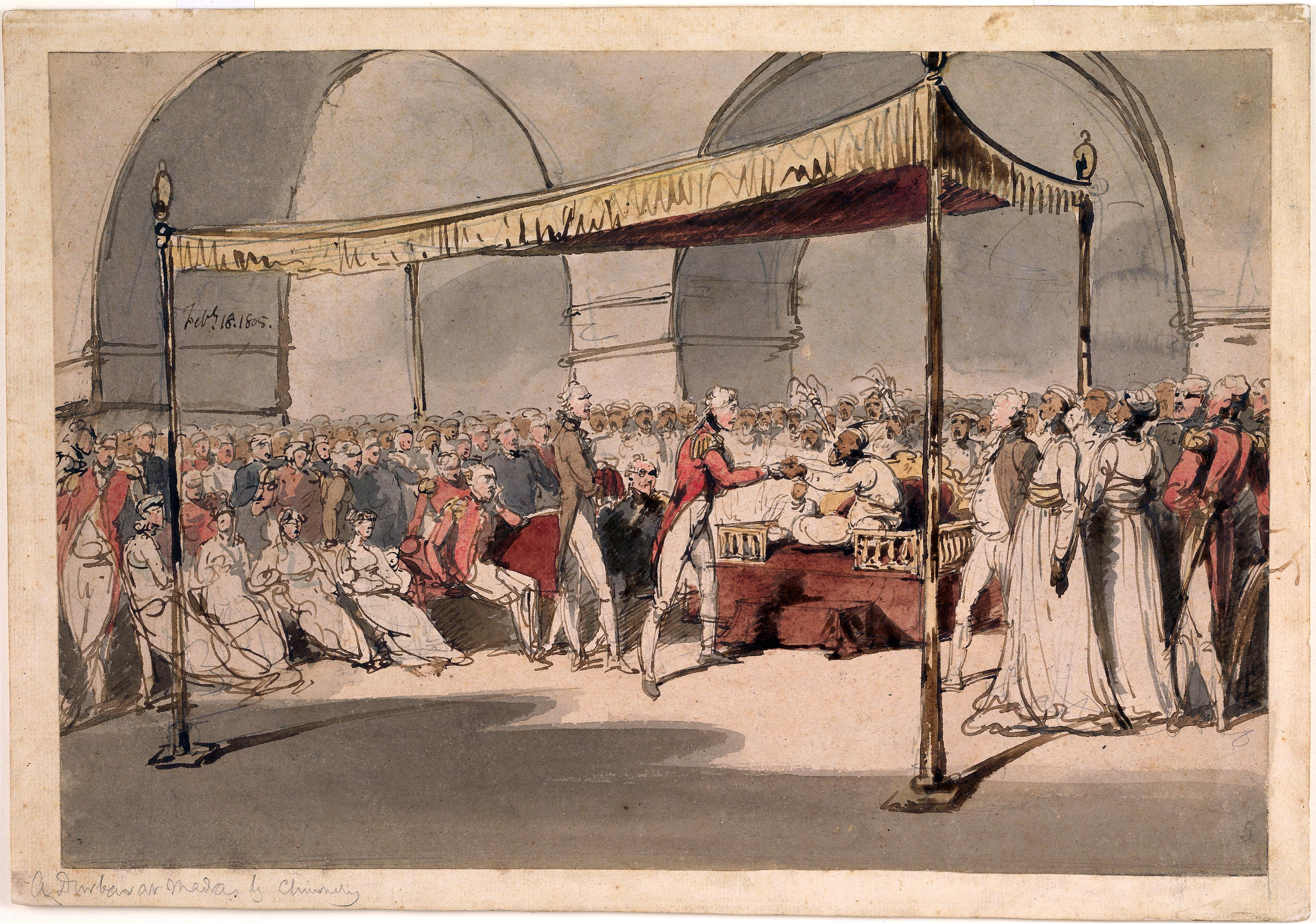
カーナティック条約を締結するアズィーム・ウッダウラ

同年7月26日、イギリスはアズィーム・ウッダウラの継承を認めたが、
同時にカーナティック条約を締結させた。この条約ではカルナータカ太守はその全権と全領土をイギリスに委譲せねばならず、これにより太守はイギリス保護下の年金受給者となった。
アズィーム・ウッダウラは委譲した領土の5分の1から得られる歳入という莫大な年金で暮らし、1819年8月2日に死亡した。